# Aphidinae
Aphidinae es una subfamilia de pulgones de la familia Aphididae. Hay por lo menos 280 géneros. Muchas especies tienen morfos verdes y rosados. Muchos tienen plantas hospederas alternativas. Después de varias generaciones, producen morfos alados que emigran a la segunda planta hospedera, que generalmente es de una familia totalmente diferente.
Muchas especies transmiten viruses del género Potyvirus y la mayoría son de los géneros Macrosiphum y Myzus.

## Véase también

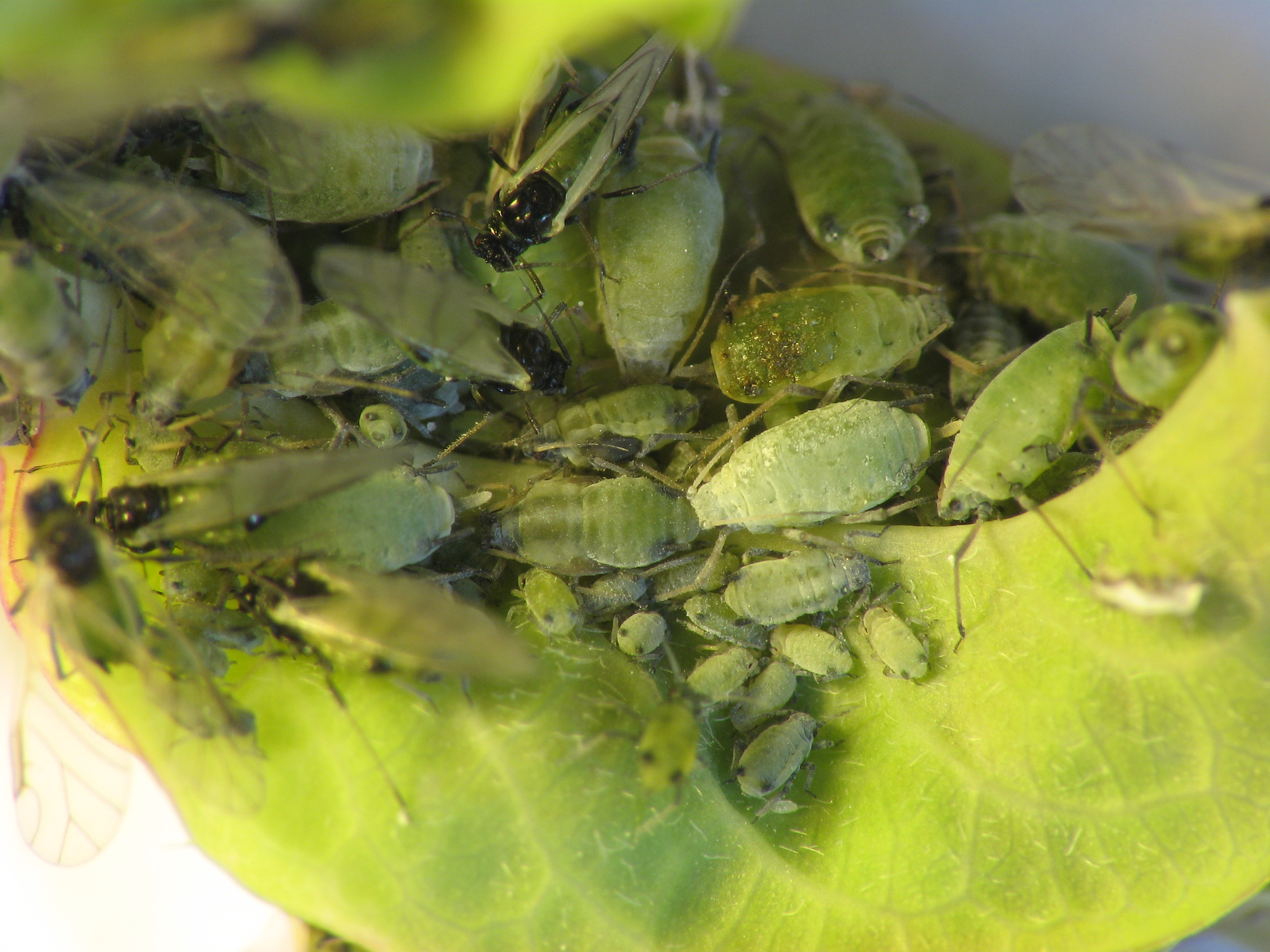
Hyadaphis en madreselva, Lonicera sempervirens

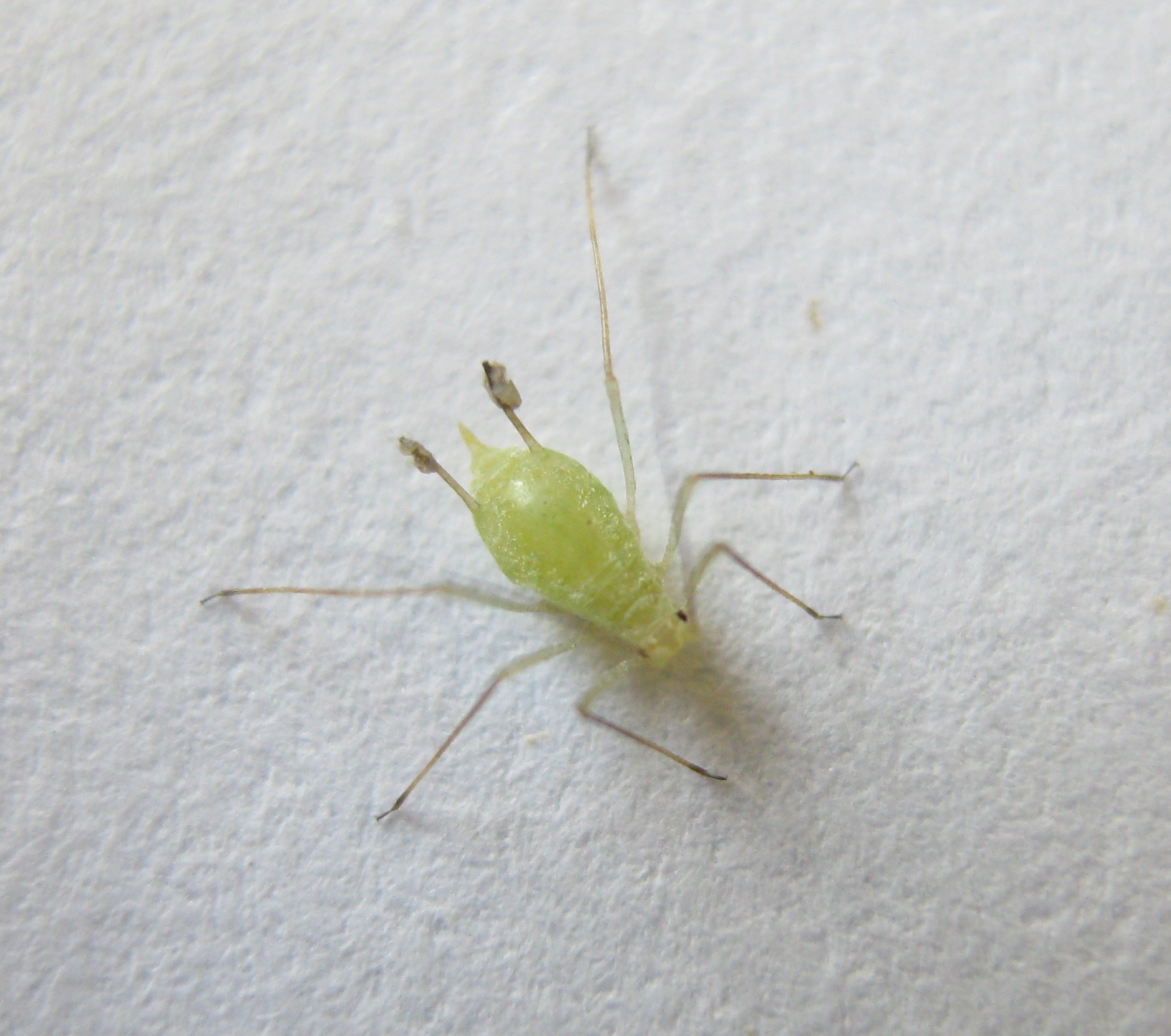
Illinoia liriodendri de una hoja de Liriodendron tulipifera